# Selección Romántica
Selección Romántica o be Romantica va ser una revista de còmic femení, publicada per l'editorial Ibero Mundial entre el 1961 i el 1968, aconseguint al voltant de 388 números.

## Context i trajectòria
Selección Romántica, la va començar a publicar Ibero Mundial, dos anys després del reeixit llançament de Claro de Luna, amb la qual compartia diverses semblances:
- ambdues revistes presentaven una visió idealitzada de la vida burgesa per a consum de les classes populars.[3]
- Sorgides poc després de la democratització del LP a la societat espanyola, ambdues incloïen una  historieta sentimental basada en la lletra d'una cançó pop.
- Una plantilla similar de dibuixants, entre els quals destacaven Carme Barbarà i Gómez Esteban.

També mostrava, no obstant això, una sèrie de significatives diferències:
- Un format vertical, de revista, en lloc de l'apaïsat típic dels quaderns.
- Només una de les tres històries que componien cada exemplar (la recollida sota l'epígraf "La vostra cançó en imatges") estava basada en la lletra d'alguna cançó.
- Incloïa Fanny, un acudit de Koke, i un reportatge cinematogràfic.[2]

Amb els anys, la fotonovel·la va anar guanyant espai al còmic en el si de la col·lecció.